# Hugo Freund & Co
Hugo Freund & Co a fost o companie de bijuterii, fondată în 1908 la Praga I la Ovocný trh co.  15. Fondatorul acestei companii a fost domnul Hugo Freund.

## Istorie
Hugo Freund & Co a avut sucursale la Viena, Pforzheim, Anvers și Elveția, care au menținut un contact constant cu PBX de la Praga și nu numai că au achiziționat, dar au exportat și au informat PBX despre inovațiile străine importante și situația pieței.
Când a ajuns o perioadă în care importul de mărfuri străine a fost mai dificil și când a fost necesar să se despartă de furnizorii străini și de fabricile sale străine, domnul Freund a decis să economisească taxe vamale și de schimb valutar ridicate.
La sfârșitul celui de-al Doilea Război Mondial, toate afacerile private au fost naționalizate, printre care compania „Hugo Freund & Co”.

## Galerie

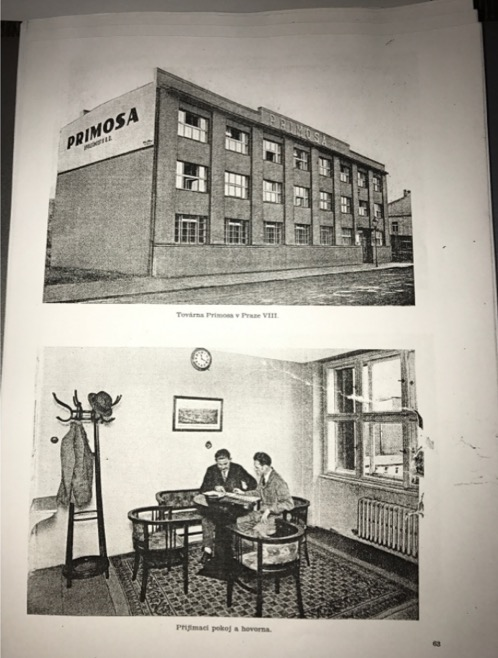
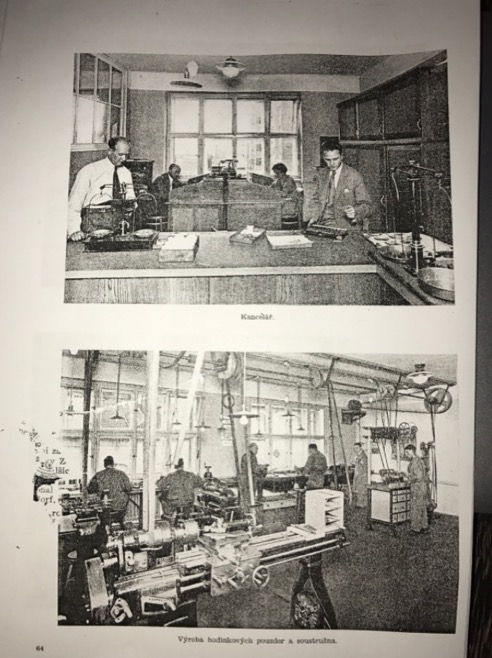
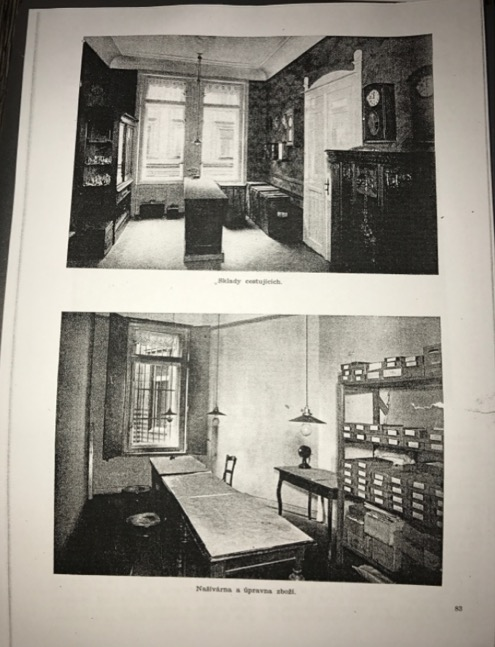
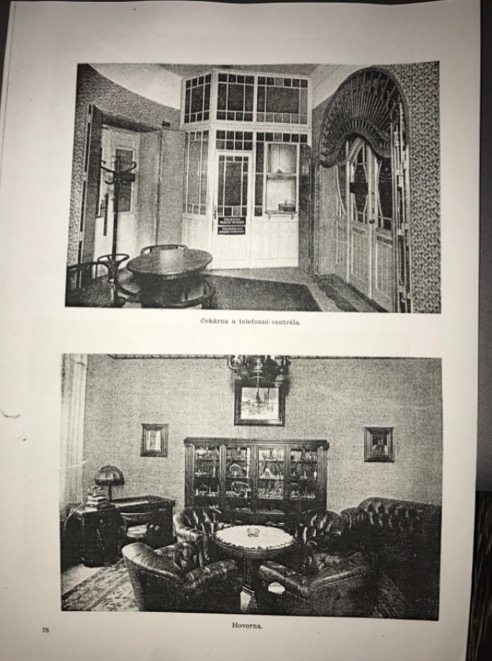